# Stefan Smiljanić
Stefan Smiljanić, slovenski nogometaš, * 10. julij 1991, Subotica, Jugoslavija.
Smiljanić je nekdanji profesionalni nogometaš, ki je igral na položaju vezista. V svoji karieri je igral za slovenske klube Olimpijo, Kamnik, Dob in Ankaran Hrvatini, špansko Almanso, nemški Hannover 96 II, grško Doxa Dramo, srbski Jedinstvo Putevi, bosansko-hercegovski Metalleghe Jajce ter švicarske Phönix Seen, Kreuzlingen in Uzwil II. Skupno je v prvi slovenski ligi odigral 32 tekem in dosegel dva gola.